# 1963 في اليابان
فيما يلي قوائم الأحداث التي وقعت خلال عام 1963 في اليابان.

## برامج ومسلسلات وأنمي
- رعد العملاق

## مواليد

### يناير
- 1 يناير – أياكو شيرايتشي
- 10 يناير – تارو كونو سياسي ياباني.
- 16 يناير – يوريكا هينو
- 24 يناير – شونجي إيواي مخرج أفلام ياباني.
- 26 يناير – كينسوكي تنابي مطور ألعاب فيديو ياباني.

### فبراير
- 1 فبراير – ياسوهارو كوراتا لاعب كرة قدم ياباني.
- 8 فبراير – هيديكي ماتسوناغا لاعب كرة قدم ياباني.
- 25 فبراير – يزومي يوكوكاوا لاعب كرة قدم ياباني.

### مارس
- 14 مارس – تومو كوداكا لاعب كرة قدم ياباني.
- 16 مارس – إيجي أنوما
- 22 مارس – توموكو ناكا مؤدّية صوت يابانية.
- 26 مارس – ناتسوهيكو كيوغوكو
- 28 مارس – تشيكو هوندا

### أبريل
- 20 أبريل – تاتسويا موتشيزوكي لاعب كرة قدم ياباني.

### مايو
- 8 مايو – شيجو ساوايري لاعب كرة قدم ياباني.
- 11 مايو – هامادا ماساتوشي
- 18 مايو – ماري إيجيما مغنية يابانية.
- 24 مايو – كوتارو ناكامورا
- 29 مايو – يوكيو كاتاياما سائق سيارة سباق ياباني.

### يونيو
- 8 يونيو – تورو كاميكاوا لاعب كرة قدم.
- 20 يونيو – هيروشي أوساكا رسّام رسوم متحركة ياباني.
- 21 يونيو – غوشو أوياما مانغاكا ياباني.

### يوليو
- 7 يوليو – ساتورو سكوما لاعب كرة قدم ياباني.
- 11 يوليو – كاتسوشي كاجي لاعب كرة قدم ياباني.
- 14 يوليو – ميشال مييازوا لاعب كرة قدم ياباني.
- 15 يوليو – توشيهيرو كاواموتو رسّام رسوم متحركة ياباني.
- 16 يوليو – توشييا ميورا لاعب كرة قدم ياباني.
- 25 يوليو – هيديناري أوغاكي
- 31 يوليو – جونجي إيتو كاتب ومؤلف ياباني.

### أغسطس
- 1 أغسطس – كويتشي واكاتا
- 6 أغسطس – تومويوكي دان
- 7 أغسطس – هيرواكي هيراتا
- 8 أغسطس – إمي شينوهارا
- 8 أغسطس – ريكا فكامي مؤدّية صوت يابانية.
- 10 أغسطس – بينبين تاكاوكا
- 24 أغسطس – هيديو كوجيما مصمم ألعاب فيديو ياباني.
- 25 أغسطس – يوشيهيرو إيكي ملحن ياباني.

### سبتمبر
- 5 سبتمبر – تاكي إينوي سائق سيارة سباق ياباني.
- 8 سبتمبر – هيتوشي ماتسوموتو
- 17 سبتمبر – يوجي كيإيغوشي لاعب كرة قدم ياباني.
- 23 سبتمبر – ميشيرو ياماني
- 27 سبتمبر – يوجي اينكوكيدو كاتب سيناريو ياباني.

### أكتوبر
- 8 أكتوبر – شينكيتشي ميتسوموني ملحن ياباني.
- 12 أكتوبر – دانس مان موسيقي ياباني.
- 12 أكتوبر – ساتوشي كون رسام وكاتب وفنان.
- 17 أكتوبر – شينجي كوباياشي لاعب كرة قدم ياباني.
- 27 أكتوبر – جونيتشي كانيمارو

### نوفمبر
- 4 نوفمبر – نوبوكو يامادا مغنية يابانية.
- 14 نوفمبر – أكينوبو هيراناكا ملاكم ياباني.
- 15 نوفمبر – تورو سانو لاعب كرة قدم ياباني.
- 22 نوفمبر – كيكو أيزاوا
- 23 نوفمبر – هيرويوكي نيشيموري مانغاكا ياباني.
- 23 نوفمبر – يوشينو تاكاموري

### ديسمبر
- 9 ديسمبر – ماساكو ولية عهد اليابان دبلوماسية يابانية.
- 12 ديسمبر – أي أوريكاسا
- 12 ديسمبر – تومويوكي شيمورا ممثل ياباني.
- 18 ديسمبر – ريكيا كوياما
- 20 ديسمبر – فوميو نوتاهارا سائق رالي ياباني.

## وفيات

### نوفمبر
- 10 نوفمبر – تاكيو هاتاناكا (مواليد 1914) عالم فلك ياباني.

### ديسمبر
- 12 ديسمبر – ياسوجيرو أوزو (مواليد 1903) مخرج أفلام ياباني.